# 2010 في فرنسا
فيما يلي قوائم الأحداث التي وقعت خلال عام 2010 في فرنسا.

## سياسة

### تعيين في المنصب
- 1 يناير – راما ياد Permanent Delegates of France to UNESCO ‏.
- 26 مارس – جيرالد دارمانان عضو مجلس جهوي.
- 6 سبتمبر – أوليفيي بوافر دارفور director of France culture ‏.
- 24 أكتوبر – إدوار فيليب رئيس بلدية [الإنجليزية]‏.

### انتهاء فترة المنصب
- 7 يناير – جان لوك ميلونشون عضو مجلس الشيوخ الفرنسي.
- 8 أبريل – رودولف ألكسندر رئيس بلدية [الإنجليزية]‏.

## رياضة
- 1 يناير – باريس-نيس 2010
- 1 يناير – دورة فرنسا المفتوحة 2010
- 1 يناير – رالي مونت كارلو 2010
- 1 يناير – سباق باريس روبيه 2010 الفائزون خوان أنطونيو فليتشا، فابيان كانسيليرا، تور هوسهوفد.
- 22 أغسطس – جي بي واست-فرنسا 2010 الفائزون تايلر فارار، Yoann Offredo [الإنجليزية]‏، ماثيو جوس.

## أفلام
من الأفلام التي صدرت هذه السنة في فرنسا:
- 1 يناير – 22 رصاصة من إخراج ريتشارد بيري.
- 1 يناير – أوو، النياندرتال الأخير من إخراج Jacques Malaterre [الإنجليزية]‏.
- 1 يناير – اثنا عشر من إخراج جويل شوماخر.
- 1 يناير – الجامع من إخراج داوود اولاد السيد.
- 1 يناير – السيد لا أحد من إخراج جاكو فان دورميل.
- 1 يناير – العيش على الحب لوحده
- 1 يناير – المربية ماكفي والإنفجار الكبير من إخراج سوزانا وايت.
- 1 يناير – المنطقة الخضراء من إخراج بول غرينغراس.
- 1 يناير – جمع الشمل من إخراج Roselyne Bosch [الإنجليزية]‏.
- 1 يناير – خارجون عن القانون من إخراج رشيد بوشارب.
- 1 يناير – ريزدنت إيفل: الآخرة من إخراج بول أندرسون.
- 1 يناير – شوكة جميلة من إخراج Rebecca Zlotowski [الإنجليزية]‏.
- 1 يناير – عينان مفتوحتان من إخراج Haim Tabakman  [لغات أخرى]‏.
- 1 يناير – كل يوم عيد
- 1 يناير – لبنان من إخراج صاموئيل معاذ.
- 1 يناير – مدفون من إخراج رودريغو كورتيس.
- 1 يناير – من باريس مع حبي من إخراج بيير موريل.
- 1 يناير – وقريبا الظلام
- 18 يناير – أنا أحبك فيليب موريس من إخراج جلين فيكارا، جون ريكوا [الإنجليزية]‏.
- 16 فبراير – المشعبد من إخراج سيلفان تشوميت.
- 18 مايو – ضد المسيح من إخراج لارس فون ترايير.
- 21 مايو – الشريط الأبيض من إخراج مايكل هاينيكي.
- 12 سبتمبر – رجل جاد من إخراج جويل كوين، إيثان كوين.
- 6 أكتوبر – سبلايس من إخراج فينتشنزو ناتالي.

## برامج ومسلسلات وأنمي
- لا تلمس منصبي

## موسيقى

### أغاني
من الأغاني التي صدرت هذه السنة في فرنسا:
- 22 نوفمبر – هوز ذات تشيك من غناء دافيد غيتا.

## وفيات

### يناير
- 12 يناير – دانيال بن سعيد (مواليد 1946) فيلسوف فرنسي.[1]
- 23 يناير – روجر بيير (مواليد 1923)[2]

### فبراير
- 25 فبراير – علي تونسي (مواليد 1937) سياسي جزائري.[3]

### مارس
- 18 يونيو – مارسيل بيجار (مواليد 1916)[4][4]

### أبريل
- 28 أبريل – بيير-جان ريمي (مواليد 1937) كاتب فرنسي.[5]

### مايو
- 3 مايو – جاك بيرتن (مواليد 1918)[6]

### يونيو
- 18 يونيو – مارسيل بيجار (مواليد 1916)[4][4]

### يوليو
- 18 يوليو – فيليب فور (مواليد 1952)[7]
- 19 يوليو – سيسيل أوبري (مواليد 1928) كاتبة، ممثلة، مخرجة وسيناريست فرنسية.[8]

### أغسطس
- 24 أغسطس – عمار بن بلقاسم (مواليد 1979) رسام فرنسي.
- 30 أغسطس – ألان كورنو (مواليد 1943) مخرج أفلام فرنسي.[9]
- 31 أغسطس – لوران فنون (مواليد 1960)[10]

### سبتمبر
- 8 سبتمبر – جيني ألفا (مواليد 1910) مغنية فرنسية.[11]
- 12 سبتمبر – كلود شابرول (مواليد 1930) مخرج ومنتج أفلام وممثل فرنسي.[12]

### أكتوبر
- 5 أكتوبر – برنارد كلافيل (مواليد 1923) كاتب فرنسي.[13]
- 9 أكتوبر – موريس آلياس (مواليد 1911)[14]
- 19 أكتوبر – أندريه ماهي (مواليد 1919) درّاج طريق فرنسي.[15]

### ديسمبر
- 16 ديسمبر – كازيمير ناتوف (مواليد 1929) لاعب كرة قدم فرنسي.